# 于匡
于 匡（う きょう、生没年不詳）は、中国の新代から後漢時代初期にかけての武将。司隷弘農郡析県の人。新の王莽の打倒に貢献した人物である。

## 事跡

### 長安攻略に貢献
| 姓名           | 于匡                                      |
| 時代           | 新代 - 後漢時代                           |
| 生没年         | 〔不詳〕                                  |
| 字・別号       | 〔不詳〕                                  |
| 本貫・出身地等 | 司隷弘農郡析県                            |
| 職官           | 輔漢右将軍〔自称〕 →輔漢将軍〔更始→後漢〕 |
| 爵位・号等     | -                                         |
| 陣営・所属等   | 〔独立勢力〕→更始帝→光武帝                |
| 家族・一族     | 〔不詳〕                                  |

地皇4年（23年）秋、更始帝（劉玄）の即位を知った鄧曄が100人余りの人数で南郷に挙兵すると、于匡もこれに協力した。
鄧曄と于匡はまず、武関の守備を担当し数千人の兵を率いていた析県の県長に対して「劉家の者が即位した。天命を知れ」と勧告する。県長は降伏し、鄧曄と于匡はその兵を自軍に組み入れた。この時に、鄧曄は輔漢左将軍、于匡は輔漢右将軍を自称している。鄧曄・于匡は、析県・丹水県（弘農郡）を攻略し、武関を攻撃して都尉朱萌を降伏させた。さらに右隊大夫宋綱を滅ぼして、湖県（弘農郡）を奪取している。
王莽は、9人の将軍を「九虎将軍」に任命して鄧曄・于匡の討伐に向かわせ、九虎将軍の軍は回谿（弘農郡華陰県）の要衝を守備した。ここで鄧曄と于匡は巧みな連携を見せる。まず于匡は数千の射手を率いて、正面から九虎将軍の軍勢に挑む。その間に、鄧曄は閿郷（弘農郡湖県）から出撃して、南方の棗街・作姑に設けられた九虎将軍の防衛線を突破した。そして、そのまま北へ迂回して九虎将軍の陣営の後背を突き崩したのである。こうして鄧曄・于匡は九虎将軍を大いに破った。
この時、更始帝は西屏大将軍申屠建と丞相司直李松・趙萌を長安攻略軍として派遣していた。鄧曄・于匡は武関を開いて申屠建らの軍を迎え入れ、これに随従して長安を目指して進軍している。まもなく長安が陥落して王莽は斬られ、新は滅亡した。

### 延岑との戦い
その後、鄧曄・于匡は更始帝の臣下に加わった。しかし建武2年（26年）1月、2人は揃って光武帝（劉秀）に降伏している。この時于匡は輔漢将軍に、鄧曄は復漢将軍に、それぞれ更始帝から任命されていたが、光武帝は2人の地位をそのままとしている。
建武3年（27年）4月、漢軍の馮異が上林苑（右扶風）で延岑を撃破し、延岑は敗走した。馮異は鄧曄・于匡に析県でこれを迎撃・追撃させている。鄧曄・于匡は大勝し、延岑の部将の蘇臣以下8千人余りを降伏させた。建武4年（28年）春、鄧曄は于匡とともに右将軍鄧禹の指揮下に加わる。そして鄧県・武当県（南陽郡）で延岑と再戦し、またしてもこれを破った。
以後、于匡の名は史書に見えない。